# Sanojesi Äärelle
Albums de Horna
Sotahuuto
(2007)
Sanojesi Äärelle est le septième et dernier album studio en date du groupe de Black metal finlandais Horna. L'album est sorti le 29 septembre 2008 sous le label Debemur Morti Productions.
Le titre Wikinger est une reprise du groupe Pest.

## Musiciens
- Corvus – chant
- Shatraug – guitare
- Infection - basse
- Vainaja - batterie

## Liste des morceaux
1. Muinaisten Alttarilta - 05:30
2. Verilehto - 05:22
3. Mustan Kirkkauden Sarastus - 04:43
4. Katseet - 04:25
5. Askeesi - 04:42
6. Sanojesi Äärelle - 04:19
7. Orjaroihu - 04:28
8. Risti Ja Ruoska - 04:54
9. Wikinger (reprise de Pest) - 03:25
10. Merkuriana - 06:02